# Dominik Muheim

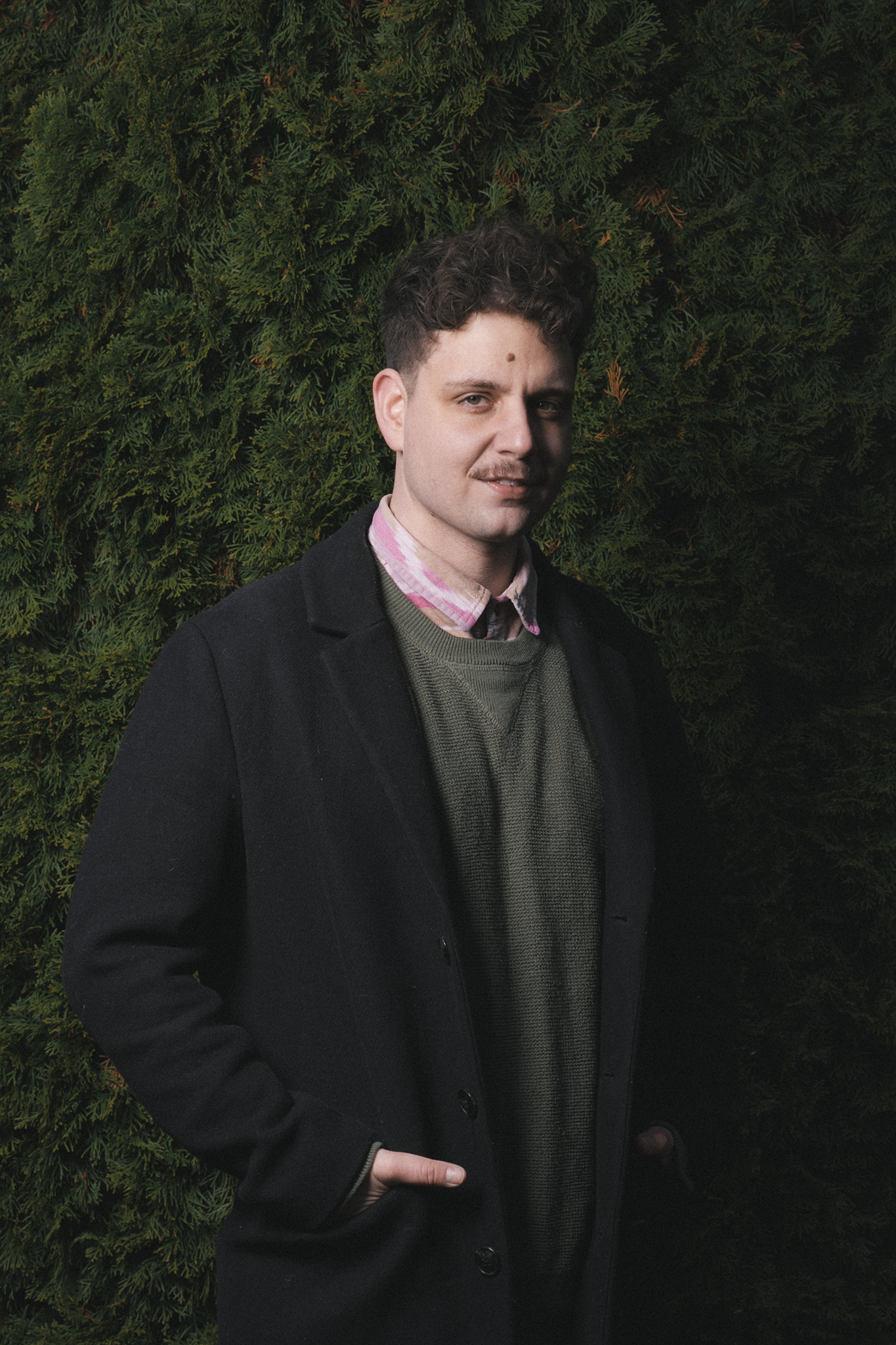
Dominik Muheim (2021)

Dominik Muheim (* 26. September 1992 in Liestal) ist ein Schweizer Slam-Poet, Kabarettist, Erzähler und Moderator. Er war das jüngste Mitglied des Teams der Morgengeschichten von Radio SRF 1.

## Leben
Dominik Muheim wuchs in Reigoldswil auf. Nach seiner Ausbildung an der Pädagogischen Hochschule der FHNW hat er sich selbständig gemacht und lebt seit 2018 vom Schreiben und Auftreten.
2015 hat er das Kabarett-Casting der Oltner Kabarett-Tage gewonnen und 2017 wurde er mit dem Förderpreis Theater und Kabarett des Kanton Basel-Landschaft ausgezeichnet.
Als Slam-Poet hat er insgesamt fünf verschiedene Poetry-Slam Schweizer Meistertitel gewonnen und hält somit den Rekord.
Dominik Muheim lebt und arbeitet in Liestal.

## Auszeichnungen
- U20 Poetry Slam Schweizermeister, 2012
- Gewinner des Oltner Kabarett-Castings, 2015
- Poetry Slam Schweizermeister im Teamwettbewerb, 2015
- Gewinner der Oltner Sprungfeder, 2016
- Poetry Slam Schweizermeister im Teamwettbewerb, 2016
- Poetry Slam Schweizermeister im Teamwettbewerb, 2017
- Poetry Slam Schweizermeister im Einzel, 2017
- Förderpreis Theater und Kabarett des Kanton Basel-Landschaft, 2017
- Salzburger Stier, 2024

## Programme
- 2016: Plötzlich zmitzt drin mit Sanjiv Channa[6]
- 2017: Die Sieger (Mit Christoph Simon, Lisa Catena und Jan Rutishauser)[7]
- 2019: Chunnt scho guet mit Sanjiv Channa[8]
- 2020: E Härde Vire mit Valerio Moser[9]

## Veröffentlichungen
- D Räschte vo Hüt. Knapp Verlag, Olten 2021, ISBN 978-3-906311-78-4.
- Und was die Menschheit sonst noch so zu bieten hat. Der gesunde Menschenversand, Edition Merkwürdig, Luzern 2021, ISBN 978-3-03853-113-5.